# Klang (Malasia)
Klang (Jawi: كلاڠ, chino: 巴生), antiguamente conocida como Kelang, es una ciudad de Malasia, ex capital del estado de Selangor antes del inauguración de Shah Alam, y actual capital distrital. Se encuentra en el distrito y el valle homónimos, a 32 km al occidente de Kuala Lumpur y a 66 km de Port Klang, en el estrecho de Malaca, el cual constituye el principal puerto regional después de Singapur. La ciudad está separada por el río en dos distritos, Norte y Sur, de los cuales el segundo concentra la mayor actividad comercial y social.

## Etimología
Según una hipótesis popular la palabra viene del jemer "klong" o del antiguo significado de "kilang" en malayo, es decir 'depósitos' (en la actualidad significa 'fábricas').
El nombre de la ciudad está relacionado con el del río Klang, que la atraviesa proveniente de Kuala Lumpur para desembocar en Port Klang.

## Historia

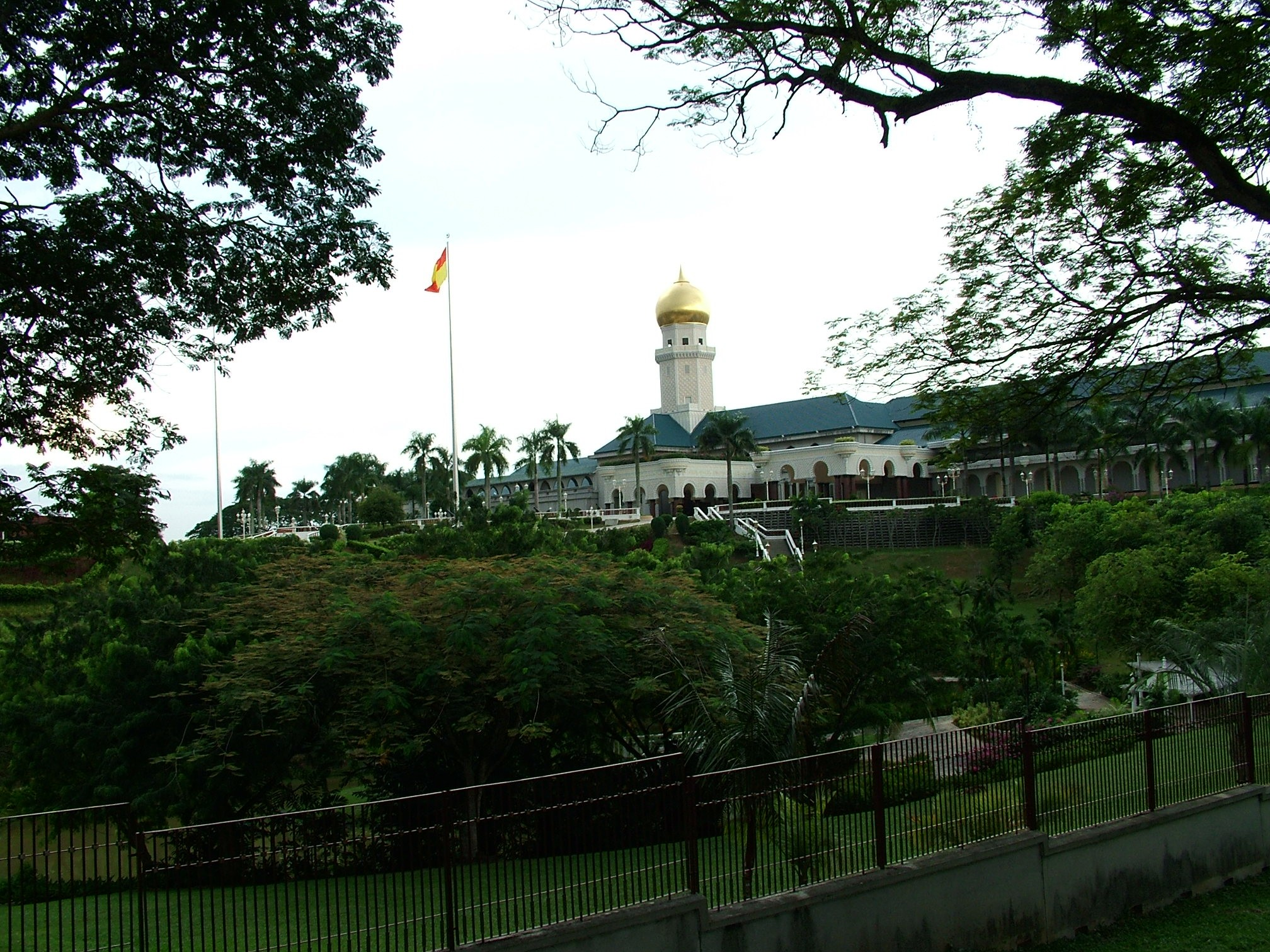
Residencia del sultán en Klang.

Tras la caída de Malaca bajo el dominio portugués en 1511, Klang permaneció bajo dominio malayo, primero dentro del sultanato de Johor y a parir del siglo XVIIIdel de Selangor.  En el siglo XIX su importancia creció gracias a la extracción de estaño debido al aumento de la demanda en Occidente. La lucha por el control del valle del Klang llevó a la Guerra civil de Selangor (o guerra de Klang) entre 1867 y 1874, entre los ejércitos liderados por Raja Mahdi y Raja Abdullah, que terminó con la intervención y el control británico del territorio.
En 1874 el Imperio británico erigió a la ciudad como centro de su administración. En 1880 la sede de las operaciones mineras fue transferida a Kuala Lumpur. Hasta la construcción de Port Klang (antiguo Port Swettenham) en 1901, la ciudad fue el principal punto de comercio regional de estaño, reforzando su posición con la construcción de la línea de ferrocarril en 1886. En los años 1890 su crecimiento se vio aún más estimulado por el comercio de café y caucho.
En 1901 se convirtió en la sede del Sultan Sulaiman. 
En 1945, se constituyó en ciudad, en 1954 se formó su concejo, con un área de 27,5 km². En 1971 se constituyó su concejo distrital, abarcando las localidades vecinas de Kapar y Meru. Entre 1974 y 1977 fue la capital estatal de Selangor, pues Kuala Lumpur se convirtió en el Territorio Federal. En 1977 se formó el concejo miunicipal, con un área de 60,9 km².

## Administración

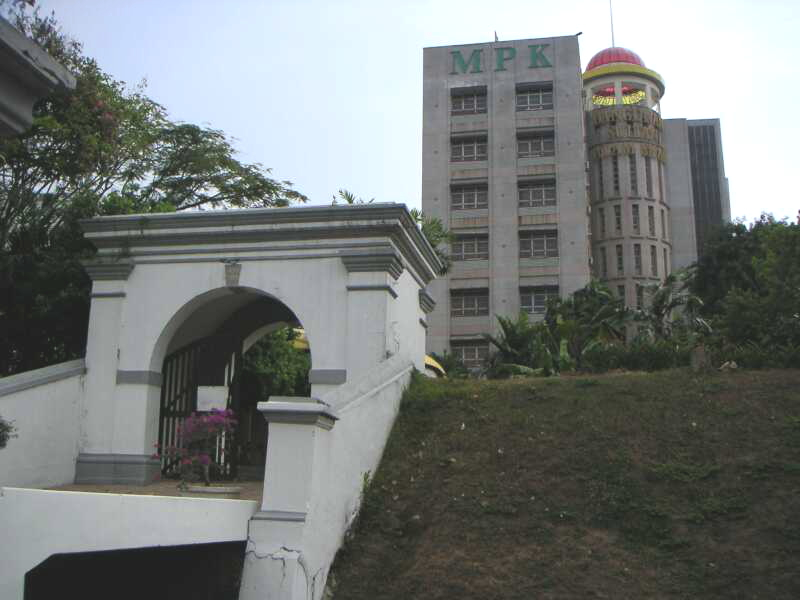
Concejo Municipal de Klang Municipal.

- Pejabat Daerah dan Tanah Klang (Oficinas Distrito y Tierra de Klang)
- Majlis Perbandaran Klang (Consejo Municipal de Klang)

## Ciudad
- Klang

Importantes centros urbanos del distrito. Aquí están las diversas infraestructuras para el público como complejo comercial y edificios del gobierno.
- Pandamaran

Como una de las ciudades importantes en Klang. Está cerca de Puerto Klang, Hospital de Tuanku Ampuan Rahimah y Bandar Bukit Tinggi.
No es un hotel de 3 estrellas, complejo deportivo y muchas empresas de construcción. Muchas áreas residenciales se construyen aquí. 
- Meru

Entre las ciudades significativa en el Distrito Klang. Meru famosa por Klang Parade, Klang Sentral y Pasar Jawa (en español: mercados de Java).
Klang Parade es el primer centro comercial en el distrito pero fama retrocede debido a la existencia de Centro Comercial de ÆON Bukit Tinggi.
- Kapar

Situado en el norte de Klang y bordear de distrito de Kuala Selangor. Aquí conocido por ' Stesen Janaelektrik Sultan Abdul Aziz ' (en español: Estación Energía de Sultan Abdul Aziz).

## Educación
Escuela Totalmente Residencial
- Kolej Islam Sultan Alam Shah

Escuela Primaria
- SK Bukit Binjai
- SRK Batu Unjur
- SRK Bukit Tinggi
- SRK Jalan Batu Tiga (1) dan (2)
- SRK Jalan Kebun
- SRK Simpang Lima (1) dan (2)

Escuela Secundaria
- Sekolah Agama Menengah Hisamuddin, Sungai Bertih
- Sekolah Agama Menengah Nurul Iman
- Sekolah Agama Menengah Tinggi Sultan Hisamuddin, Jalan Kota Raja

## Lugares significativos
- Masjid Sultan Sulaiman
- Istana Alam Shah
- Tugu Kris
- Stesyen Keretapi Klang
- Kota Raja Mahadi
- Gedung Raja Abdullah
- Bangunan Sultan Sulaiman